# Lame Deer
Lame Deer – jednostka osadnicza w Stanach Zjednoczonych, w stanie Montana, w hrabstwie Rosebud.